# 芙蓉龍屬
芙蓉龍屬（意為「芙蓉蜥蜴」。其中「芙蓉」指化石發現地芙蓉橋）是已滅絕爬行動物的一屬，化石發現於中國湖南省桑植縣。牠們身長2.5公尺，高度約1公尺，尾巴長，四肢短而粗，是體積龐大的四足動物。芙蓉龍是草食性動物，以喙狀嘴部切割樹葉。
如同梳棘龍科，芙蓉龍的背上也有帆狀物。這些帆狀物外表類似二疊紀盤龍目異齒龍與基龍的帆狀物，但並沒那麼高。這些帆狀物可能用來調節體溫。

## 外部連結
- 無齒芙蓉龍照片
- 芙蓉龍發現地 - 桑植縣觀光網頁 （页面存档备份，存于）